# John Levin Verweire
John Levin Verweire (ook: John Livin Verweire) (Gent, 3 november 1869 – Fort Wayne, Idiana, 10 februari 1949) was een Belgisch componist en dirigent.

## Leven
Verweire studeerde aan het Koninklijk Conservatorium te Gent. In 1885 vertrok zijn hele familie naar de Verenigde Staten, waar hij als musicus en kapelmeester werkte. Hij schreef talrijke marsen waarvan de in News-Sentinel March uit 1926 ook nog heden bekend is.